# Marion Berger
Marion Berger (1978) è un'ex sciatrice alpina italiana.

## Biografia
Marion Berger, attiva dal gennaio del 1995, in Coppa Europa esordì il 31 gennaio 1996 a Innerkrems in discesa libera (19ª), conquistò l'unico podio il 5 marzo 1997 a Les Arcs in supergigante (2ª) e prese per l'ultima volta il via il 12 marzo 1998 a Nevis Range in slalom gigante, senza completare la prova. Si ritirò al termine di quella stessa stagione 1997-1998 e la sua ultima gara fu il supergigante dei Campionati italiani 1998, disputato il 26 marzo a Falcade/Passo San Pellegrino e chiuso dalla Berger al 12º posto; non debuttò in Coppa del Mondo né prese parte a rassegne olimpiche o iridate.

## Palmarès

### Coppa Europa
- 1 podio:
  - 1 secondo posto

### Campionati italiani
- 1 medaglia[1][2][3][4][5]:
  - 1 bronzo (supergigante nel 1996)